# Басове
Ба́сове — село в Золочівській громаді Богодухівського району Харківської області України. Населення становить 211 осіб.

## Географія
Село Басове знаходиться на річці Лозова (притока річки Ворскла), біля її витоків. Примикає до селища Одноробівка. Річка в цьому місці пересихає. Через село проходить залізниця, станція Одноробівка.

## Історія
12 червня 2020 року, розпорядженням Кабінету Міністрів України № 725-р «Про визначення адміністративних центрів та затвердження територій територіальних громад Харківської області», увійшло до складу Золочівської селищної громади.
19 липня 2020 року, в результаті адміністративно-територіальної реформи та ліквідації Золочівського району, село увійшло до складу Богодухівського району.